# Серна (родник)
Серна (также Сырна-чокрак) — источник в Крыму, расположен в лесном массиве на Ангарском перевале — в широкой котловине между горными яйлами Демерджи и Чатыр-Даг, исток реки Ангара — фактически два родника: Серна левая и Серна правая, расположенные на расстоянии 220 метров друг от друга, соответственно на высоте 840 и 791 м над уровнем моря.

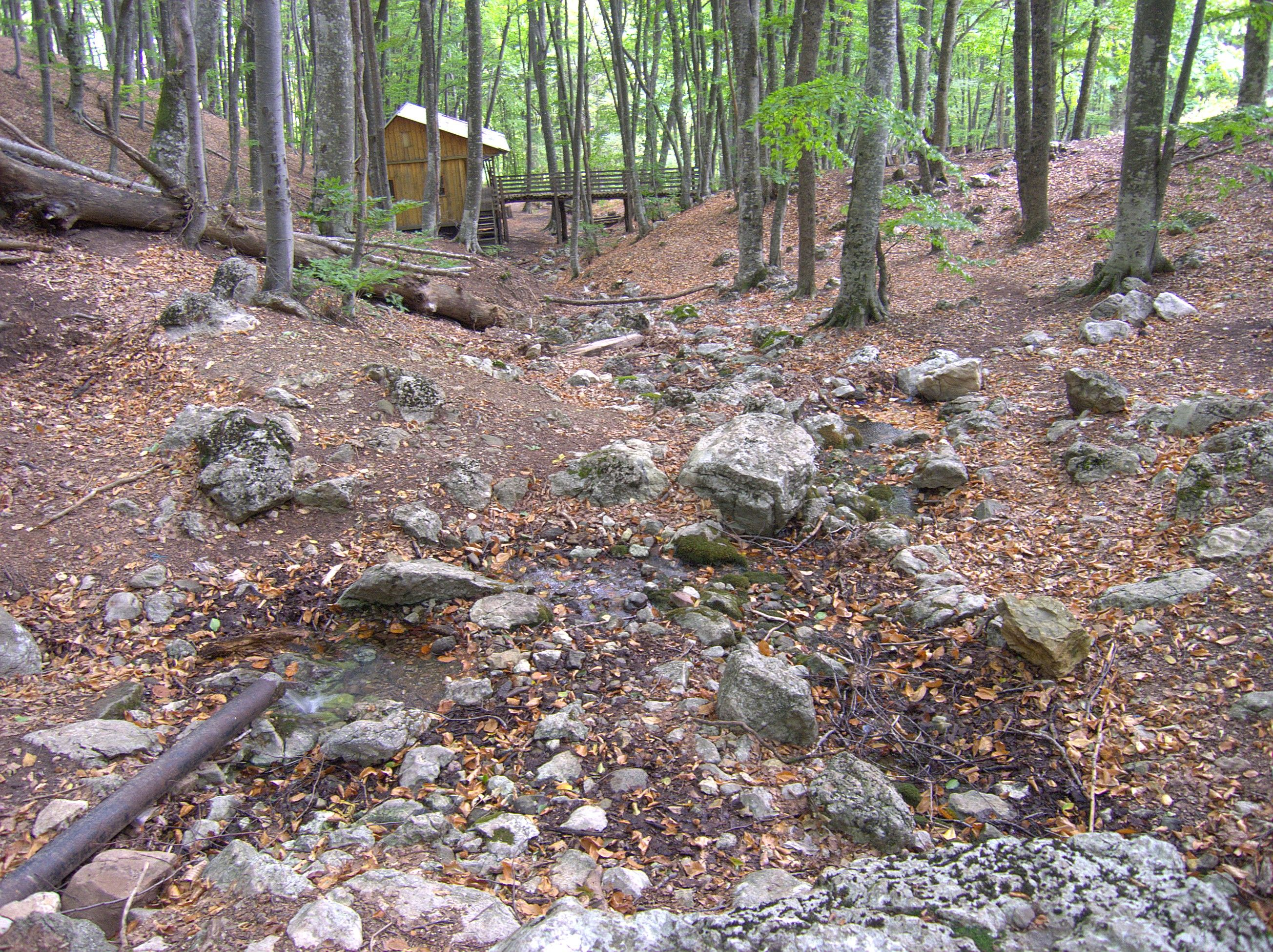
Серна левая
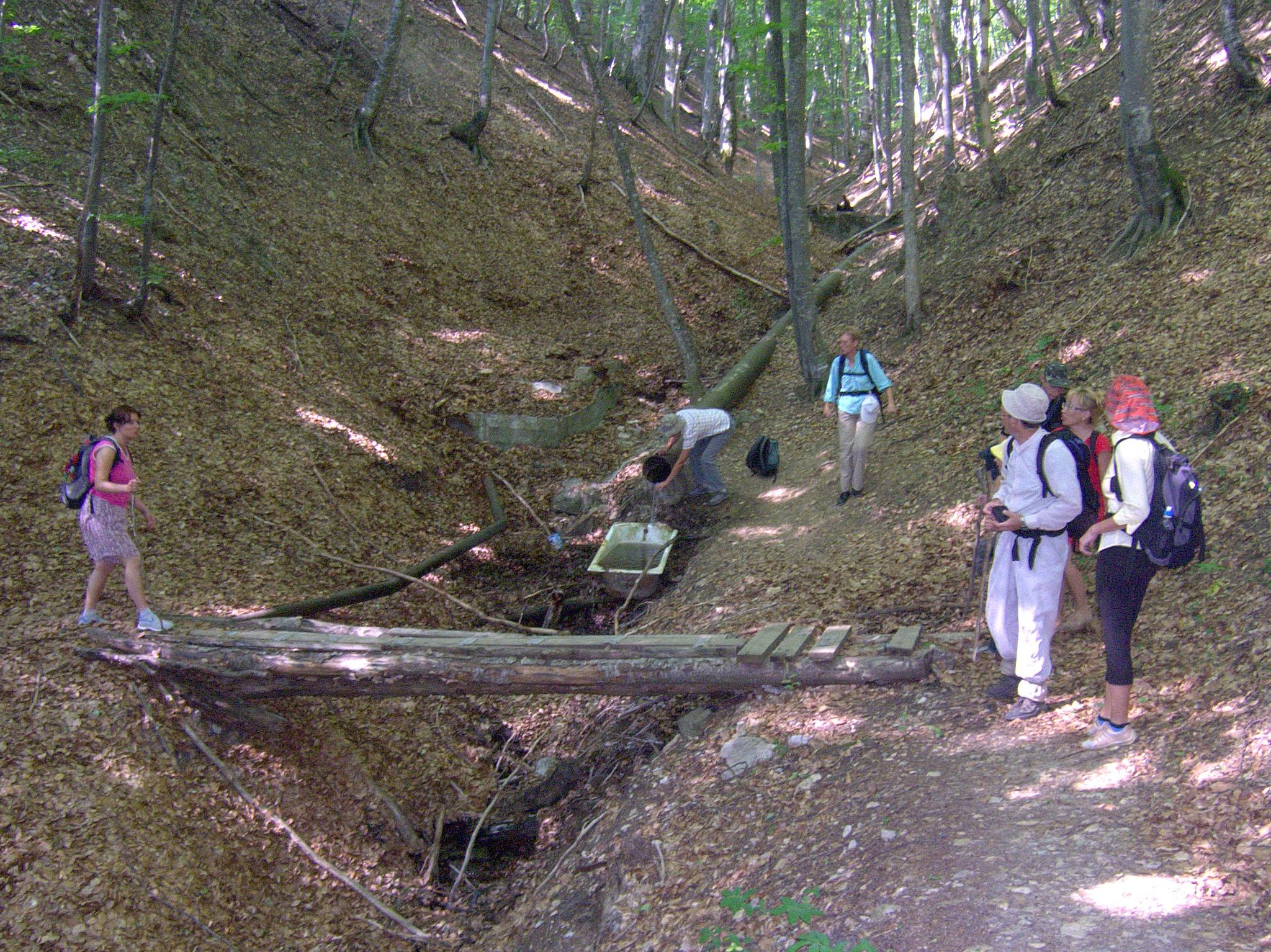
Серна правая

### Серна левая
На известных картах источник не обозначен. Впервые родник был опубликован в отчёте гидрогеолога Таврической губернии Н. А. Головкинского «Источники Чатырдага и Бабугана» 1892 года, в котором источник назван Сырна-чокрак, описан как выходящий из известнякового щебня с дебетом 11037 вёдер в сутки и температурой 7,0 °C — учёный описал родник Серна левая.
В материалах Партии Крымских Водных изысканий 1916 года, родник назван просто Серна, вытекающий в балке без названия и высота указана в 841 м. В книге П. М. Васильевского и П. И. Желтова «Гидрогеологические исследования горы Чатырдаг в 1927 г.» назван уже Серна левая, высота над уровнем моря дана в 810 м, указано, что находится на «…крутом обрывистом склоне Чатырдага к большой полуцирковой выемке между невысокой перевальной грядкой и горою „Сахарная головка“… …имеет три выхода, расположенные на расстоянии 2-3 м один от другого.» Из интересных фактов отмечено, что вода родника по прокопанной канаве отводится на Южный берег и используется жителями деревни Шумы (Верхняя Кутузовка) для орошения. В современном виде источник представляет собой каптаж, из которого вода изливается через трубу.

### Серна правая
Серна правая исследована гораздо меньше, описан только в книге П. М. Васильевского и П. И. Желтова, согласно которой высота над уровнем моря определялась в 861 м, находился метрах в 500 к югу от источника Серна левая, вода его вместе с водой Серны левой отводилась на Южный берег. Современными методами высота источника определена в 791 м, родник каптирован в бетонный короб и вода из него по трубе подается на турбазу Ангарский перевал.